# Cyrtodactylus seribuatensis
Cyrtodactylus seribuatensis là một loài thằn lằn trong họ Gekkonidae. Loài này được Youmans & Grismer mô tả khoa học đầu tiên năm 2006.